# 神豬

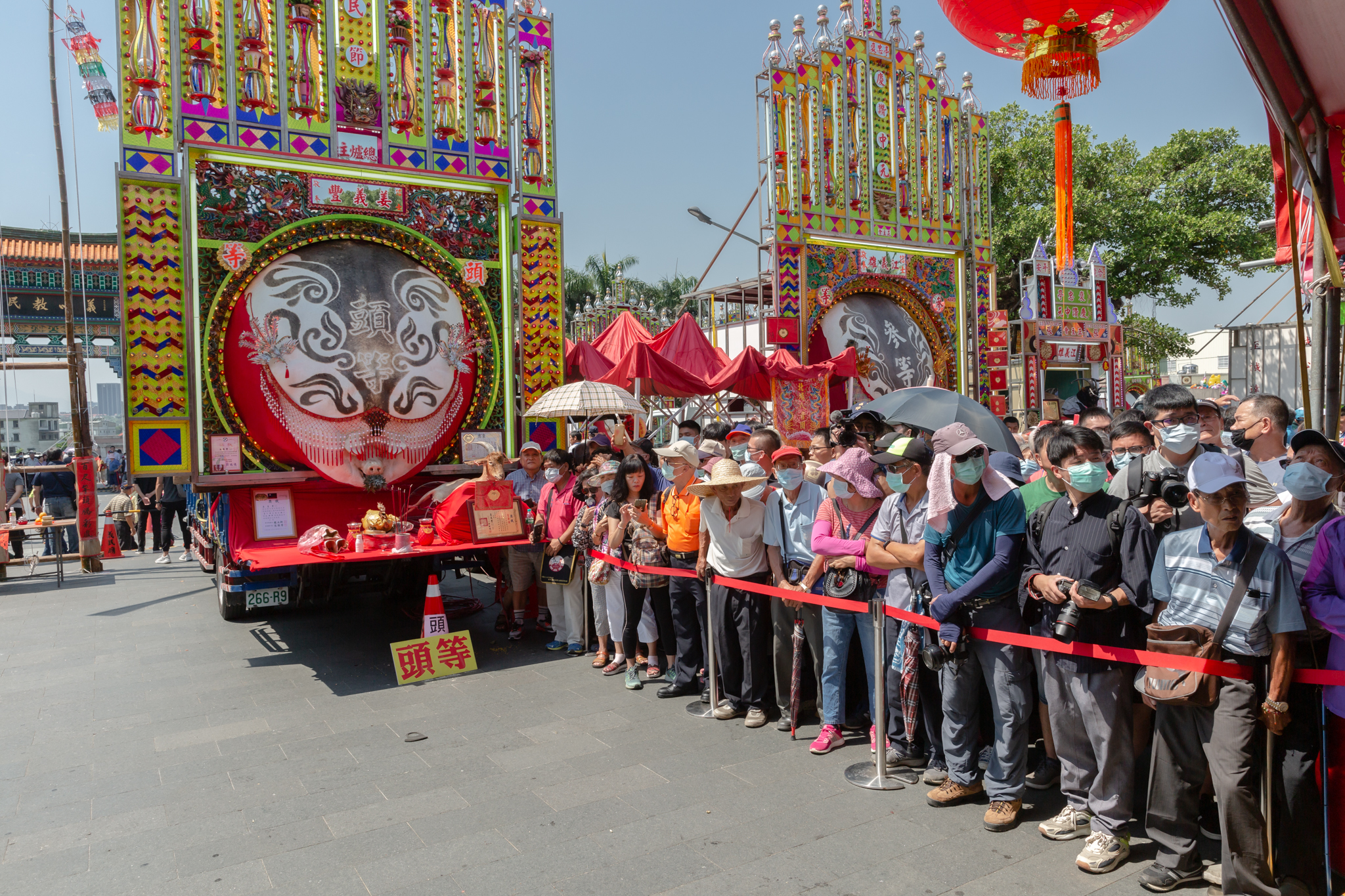
新竹新埔褒忠亭義民廟義民節祭典神豬

神豬（白話字：ti-kong/tu-kong；客家語拼音方案四縣腔：siinˇ zuˊ；客家語拼音方案海陸腔：shin  zhuˋ ）為民間信仰祭典中，所用牲禮之一，一般指經過刻意增肥豢養的家豬，特別盛行於臺灣，中國大陸廣東潮汕地區也有類似的「賽大豬」習俗。

## 歷史沿革
日治時期，桃園平鎮的東勢建安宮香火鼎盛，民眾宰殺閹雞祭拜，演變成大閹雞比賽，並受日本政府獎勵，後民眾演變成改殺大豬公比賽。到日治末期，地方民眾為爭面子，開始飼養千斤大神豬，導致有些人傾家蕩產。
神豬常見於臺灣新北市三峽區清水祖師廟慶典以及客家地區的義民節慶典。其作用是以該類型豬隻屠宰後的大型牲禮，擺於祭典供桌上表達對神祇的敬意。而農家信徒們也會互相飼養神豬，以該神豬體重重量，來一分上下。他們普遍相信，神豬養的越重，甚至於一年一度的神豬競賽獲得勝利，會為未來一年帶來好運。
早期，神豬都會整隻屠宰，將其內臟拿掉後不加以切割的整隻供奉於供桌上，普遍還會在神豬牲禮的嘴巴上，塞個橘子或鳳梨，表示吉祥。20世紀中期之後，則有人將其屠宰過後神豬四腳張開，顯示龐大。可是不管哪種方式，飼主會將神豬牲禮的豬肉，分給在場信徒、鄉眾供用。
1999年十一月 平鎮三崇宮曾出現過實際重量1617台斤的神豬，為全國紀錄。
1999年八月中壢仁海宮也出現一隻實際重量1500台斤之神豬，直到2008年才被打破紀錄。
1991年八月平鎮褒忠祠也曾經出現實際重量1570台斤的神豬，至今從未打破紀錄

## 批評
21世紀，神豬活動於臺灣民間信仰仍十分普遍，相互競賽風氣頗盛。通常90公斤至100公斤就可屠宰的大骨架脂肪型家豬，被參與神豬競賽的農民飼養到超過600公斤（1000臺斤）以上。2001年宜蘭出現960公斤（1600臺斤）以上的神豬。2012年三峽祖師廟祭典，甚有1061公斤（1769臺斤）的神豬。1991年平鎮褒忠祠中元節出現實重1570台斤的神豬。
飼養神猪需由於體型過大行動不便需定期幫助豬隻進食，甚至肥胖至無法站立、最終甚至無法自行翻身。有人道疑慮，近年來遭受動物學學者與民眾批評，亦有零星廟宇響應改採替代方案。也有人主張用蔬果、苜蓿芽等素食材料做成的神豬來代替。
2011年8月10日，一百名多位台灣客家大老發起連署，包括前總統府資政鐘肇政、前國策顧問李喬等人，以人道主義與善待動物的觀點，呼籲停止為祭典所特別飼養神豬。
另外，清水祖師廟所舉行的神豬祭典頗受動物保護及佛教人士物議，原為祭祀山神卻被誤為拜祭祖師，敬考清水祖師一生，為佛教禪宗高僧，且其在世時未見有食肉之舉，故以祭祀素果糕餅為宜，不適合以肉類、葷菜奉敬。三峽祖師廟廟方表示：神豬祭典原本不是祭祀清水祖師，原是因為三峽地區的福建泉州安溪移民開墾之際，常遭野獸及當地原住民出草攻擊，因此產生除夕殺神豬拜山靈（或山神）以求平安的習俗，後來因大年初六是祖師誕辰，便將二者合併祭祀。三峽祖師廟總務組長劉金達則說：「祖師公喫素，不喫豬肉。」此習俗實際上與祖師無關。
- 英國《每日郵報》曾以「豬被強迫餵食，直到比普通豬重10倍後宰殺祭神」為題。